# Софтбол савез Београда
| Софтбол савез Београда” |                                    |
|                         |                                    |
| Председник:             | Јелена Цветковић                   |
| Седиште:                | Спасеновићева 12, · Београд Србија |

Софтбол савез Београда  је организација која представља и управља софтболом у Београду. Део је Софтбол савеза Србије.

## Опште информације
ССБ је пуноправни члан Софтбол савеза Србије, а налази се на адреси Спасеновићева 12 у београдској општини Чукарица. Организација ради по правилима савеза Србије, чије комисије доносе одлуке када су у питању такмичења и турнири.
Софтбол савез Београда организује Трофеј Београда  и Првенства Београда. Током 2014. године чланови савеза били су клубови Локомотива, Ђулијано и Свет спорта. Годинне 2016. одржано је прво слоу пич првенство у јуниорској конкуренцији, као и Трофеј Београда, где су поред српских тимова учествовале и спортискиње из Бугарске. Такође, током 2016. изграђен је софтбол и фудбалски терен, као и „кавез” за ударање софтбол лоптица у Рипњу, неопходан за тренинге пичера и ударача.
Током 2018. године, Софтбол савез Београда организовао је велики број турнира и одржао неколико кампова. Трофеј Београда за 2018. годину освојила је јуниорска софтбол репрезентација Србије.